# لانسستون، تاسمانی

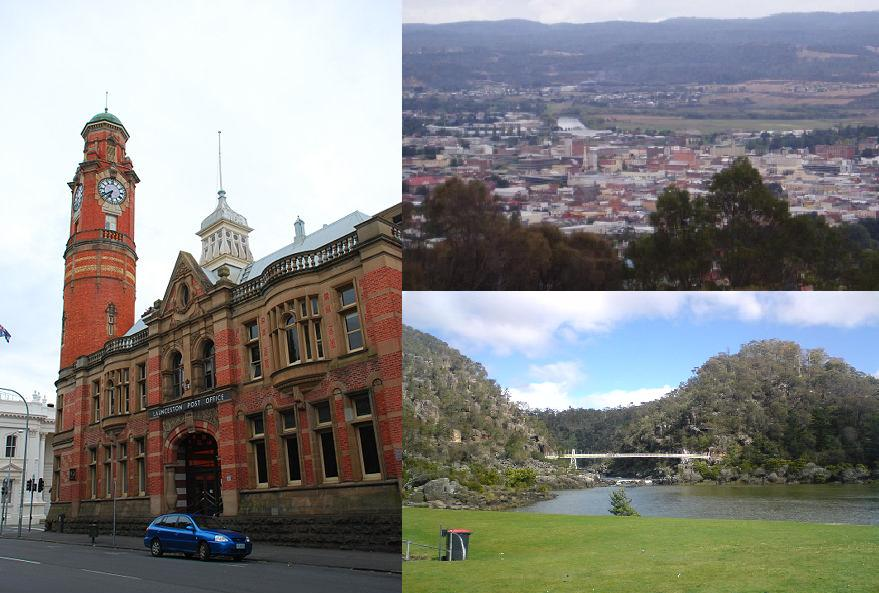
تصاویری از شهر لانسستون

لانسستون (به انگلیسی: Launceston) شهری در شمال تاسمانی، استرالیا در محل اتصال رودخانه‌های نورث اسک و ساوت اسک است که از آنجا به رودخانه تامار تبدیل می‌شود. لانسستون دومین شهر بزرگ تاسمانی پس از هوبارت است. این شهر دارای ۱۰۶٫۱۰۳ نفر جمعیت است. لانسستون نهمین شهر بزرگ غیر مرکز استرالیا می‌باشد.

## شهرهای خواهرخوانده
لانسستون دارای سه شهر خواهر خوانده‌است.
| شهر      | ایالات    | کشور                | سال            |
| -------- | --------- | ------------------- | -------------- |
| ایکه‌دا   | اوساکا    | ژاپن                | ۱ نوامبر ۱۹۶۵  |
| ناپا     | کالیفرنیا | ایالات متحده آمریکا | ۶ ژوئن ۱۹۸۸    |
| تائی‌یوان | شانشی     | چین                 | ۲۸ نوامبر ۱۹۹۵ |